# Баріосинкозит
Баріосинкозит (англ. bariosincosite) — мінерал класу фосфатів, арсенатів та ванадатів, група вівіаніту.

## Етимологія та історія
Названо на честь Людвіга Барика (Dr. Ljudevit Bari´c) — директора мінералогічного музею Загребського університету (Хорватія).

## Опис
Хімічна формула: BaV4+2O2(PO4)2∙4H2O. Містить (%): Ba — 25,75; V -19,11; P — 11,62; H — 1.51; О — 42,01. Пластинчасті кристали радіально-променевої будови. Сингонія тетрагональна. Твердість 3. Густина 3,3. Колір блідо-зелений, блідо-блакитно-зелений. Риса блідо-зелена. Блиск перламутровий. Спайність середня. Злам скалкуватий. Утворюється в зоні контакту мідної мінералізації з кварцитами в асоціації з сидеритом, вівіанітом, лазуритом. Осн. знахідки: шахта Спрінг-Крік (Spring Creek) (Фліндерс-Рейнджс, Південна Австралія).